# Zaljev Nowe Warpno
Zaljev Nowe Warpno (polj. Zatoka Nowowarpieńska) je zaljev u južnom dijelu Szczecinske lagune. Zaljev odvaja kopno Wkrzańske nizine. Južne vode zaljeva povezane su s jezerom Nowe Warpno. Sa sjevera je zaljev odvojen od Ščečinske lagune otokom Łysa i poluotokom Nowe Warpno. Između jezera i lagune nalazi se poluotok Nowe Warpno, na kojem se nalazi grad Nowe Warpno s lukom. Na sjeverozapadnoj obali zaljeva nalazi se naselje Altwarp (Stare Warpno ).